# カプリーレ
カプリーレ（伊: Caprile）は、イタリア共和国ピエモンテ州ビエッラ県にある、人口約200人の基礎自治体（コムーネ）。

## 地理

### 位置・広がり
| 隣接するコムーネは以下の通り。括弧内のVCはヴェルチェッリ県所属を示す。 - アイローケ - コッジョラ - クレヴァクオーレ - グアルダボゾーネ (VC) - ポルトゥラ - ポストゥア (VC) - プライ - スコペッロ (VC) - ヴァルディラーナ (トリヴェーロ) |